# Lasioglossum cribrum
Lasioglossum cribrum är en biart som beskrevs av Ebmer 2008. Lasioglossum cribrum ingår i släktet smalbin, och familjen vägbin. Inga underarter finns listade i Catalogue of Life.